# درهوبل (قيلاب)
درهوبل (بالفارسية: درهوپل) هي قرية تقع في قسم قيلاب الريفي، بمقاطعة أنديمشك التابعة لمحافظة خوزستان، إيران. يقدر عدد سكانها بـ 50 نسمة حسب الإحصاء السكاني الذي تمّ في عام 2006.